# Kołłątaje
Kołłątaje (biał. Калантаі; ros. Колонтаи) – wieś na Białorusi, w obwodzie grodzieńskim, w rejonie wołkowyskim, w sielsowiecie Subacze.
Siedziba parafii prawosławnej pw. Podwyższenia Krzyża Pańskiego; cerkiew parafialna znajduje się w sąsiedniej wsi Liczyce.

## Historia
Dawniej wieś, folwark i osada młyńska. W dwudziestoleciu międzywojennym leżały w Polsce, w województwie białostockim, w powiecie wołkowyskim, do 30 grudnia 1922 w gminie Roś, następnie w gminie Biskupice.